# 舞鶴町
舞鶴町（まいづるまち）は、大分県大分市の町域。現行行政地名は舞鶴町一丁目から舞鶴町三丁目。住居表示実施済区域。

## 概要
市の中央部、JR大分駅の北東部に位置する。
東部は大分川, 南部は国道197号（昭和通り）に面する。
北から反時計回りに同市中島東, 城崎町, 長浜町, そして大分川越しに今津留と隣接する。
同市中島中央, 大手町および南津留とは一点で接するのみ。

## 世帯数と人口
2022年（令和4年）3月31日現在（大分市発表）の世帯数と人口は以下の通りである。
| 丁目         | 世帯数  | 人口    |
| ------------ | ------- | ------- |
| 舞鶴町一丁目 | 402世帯 | 824人   |
| 舞鶴町二丁目 | 361世帯 | 820人   |
| 舞鶴町三丁目 | 88世帯  | 164人   |
| 計           | 851世帯 | 1,808人 |

### 人口の変遷
国勢調査による人口の推移。
| 1995年（平成7年）  | 1,189人 | [ 5 ]  |  |
| 2000年（平成12年） | 1,116人 | [ 6 ]  |  |
| 2005年（平成17年） | 1,073人 | [ 7 ]  |  |
| 2010年（平成22年） | 1,276人 | [ 8 ]  |  |
| 2015年（平成27年） | 1,603人 | [ 9 ]  |  |
| 2020年（令和2年）  | 1,735人 | [ 10 ] |  |

### 世帯数の変遷
国勢調査による世帯数の推移。
| 1995年（平成7年）  | 516世帯 | [ 5 ]  |  |
| 2000年（平成12年） | 516世帯 | [ 6 ]  |  |
| 2005年（平成17年） | 529世帯 | [ 7 ]  |  |
| 2010年（平成22年） | 635世帯 | [ 8 ]  |  |
| 2015年（平成27年） | 767世帯 | [ 9 ]  |  |
| 2020年（令和2年）  | 782世帯 | [ 10 ] |  |

## 学区
市立小・中学校に通う場合、学区は以下の通りとなる（2022年4月時点）。
| 丁目         | 番・番地等 | 小学校             | 中学校                 |
| ------------ | ---------- | ------------------ | ---------------------- |
| 舞鶴町一丁目 | 全域       | 大分市立長浜小学校 | 大分市立上野ヶ丘中学校 |
| 舞鶴町二丁目 | 全域       | 大分市立長浜小学校 | 大分市立上野ヶ丘中学校 |
| 舞鶴町三丁目 | 全域       | 大分市立長浜小学校 | 大分市立上野ヶ丘中学校 |

## 事業所
2016年（平成28年）現在の経済センサス調査による事業所数と従業員数は以下の通りである。
| 丁目         | 事業所数 | 従業員数 |
| ------------ | -------- | -------- |
| 舞鶴町一丁目 | 51事業所 | 832人    |
| 舞鶴町二丁目 | 28事業所 | 99人     |
| 舞鶴町三丁目 | 5事業所  | 12人     |
| 計           | 84事業所 | 943人    |

## 交通

### 鉄道
大分駅が最寄りである。

### バス
大分交通の「舞鶴町」もしくは「一条」。

### 道路
- 国道197号

## 施設
一丁目
- ローソン 大分舞鶴町一丁目店
- 大分市中央消防署

二丁目
- マルショク舞鶴店
- 舞鶴公園
- 舞鶴公民館

## その他

### 日本郵便
- 郵便番号 : 870-0044[2]（集配局 : 大分中央郵便局[13]）。